# Неа Гония
Неа Гония или Ченгенели (на гръцки: Νέα Γωνιά, до 1927 година Τσιγγανάδες, Цинганадес) е село в Егейска Македония, Гърция, в дем Неа Пропонтида, административна област Централна Македония. Според преброяването от 2001 година Неа Гония има 454 жители.

## География
Неа Гония е разположено в западната част на Халкидическия полуостров, на 5 километра североизточно от град Неа Каликратия. Неохораки (Νεοχωράκι) се води отделно селище с 26 жители.

## История

### В Османската империя
Към 1900 година според статистиката на Васил Кънчов („Македония. Етнография и статистика“) в Ченгенели Махала живеят 182 жители турци.

### В Гърция
В 1912 година, по време на Балканската война, в Ченгенели влизат гръцки части и след Междусъюзническата война в 1913 година остава в Гърция. След Гръцко-турската война в 1922 година турското му население се изселва и на негово място са заселени гърци бежанци от Източна Тракия. В 1927 година е прекръстено на Неа Гония.
| Име                 | Име       | Ново име | Ново име | Описание                               |
| ------------------- | --------- | -------- | -------- | -------------------------------------- |
| Исар                | Ίσάρ      | Корифи   | Κορυφή   | възвишение на З от Неа Гония (153 m)   |
| Кюлапли или Кюлахли | Κιουλαηλή | Толото   | Θολωτό   | възвишение на ЮЗ от Неа Гония (1122 m) |
| Цифлики             | Τσιφλίκι  | Периволи | Περιβόλι | местност на С от Неа Гония             |